# وولکا بیس
وولکا بیس (انگلیسی: Volca Bass)
یک سینیسایزر آنالوگ تولید شده توسط شرکت کرگ می‌باشد. تاریخ ارایه در کنار وولکا کییز و وولکا بیتس بتاریخ آپریل 2013 است. 

## عرضه
وولکا بیس در تاریخ آوریل ۲۰۱۳ در نمایشگاه بین‌المللی موزیکمس فرانکفورت به همراه وولکا کییز و بیتس عرضه شد.وولکا بیس با استقبال گسترده منتقدان همراه بود.

## طراحی
طراحی وولکا بیس توجه‌ها را به شباهت آن با رولند تی‌بی-303 و سری الکترایب کرگ کشانده است.